# Бовенден
Бовенден (њем. Bovenden) општина је у њемачкој савезној држави Доња Саксонија. Једно је од 29 општинских средишта округа Гетинген. Према процјени из 2010. у општини је живјело 13.529 становника. Посједује регионалну шифру (AGS) 3152004.

## Географски и демографски подаци
Бовенден се налази у савезној држави Доња Саксонија у округу Гетинген. Општина се налази на надморској висини од 139 метара. Површина општине износи 63,6 km². У самом мјесту је, према процјени из 2010. године, живјело 13.529 становника. Просјечна густина становништва износи 213 становника/km².

## Међународна сарадња
| Мјесто | Држава               | Врста сарадње | Од    |
| ------ | -------------------- | ------------- | ----- |
| Дерсли | Уједињено Краљевство | партнерство   | 1990. |
|        | Француска            | контакт       | 2000. |
| Извор  |                      |               |       |